# Stadsbranden i Karlstad 1865
Stadsbranden i Karlstad 1865 inträffade den 2 juli 1865 i Karlstad i Värmland, och resulterade i att nästintill hela staden ödelades. Av de 241 tidigare gårdarna återstod endast sju efter branden. Vid tiden för stadsbranden hade Karlstad vuxit sig till en större stad, sett till svenska förhållanden, med omkring 5 000 invånare.
Söndagen den 2 juli klockan 11:30 på förmiddagen utbröt en eldsvåda hos bagare Eriksson. Med vinden spred sig elden snabbt i den tätbebyggda trästaden.
Den 3 juli låg staden i ruiner, och dagen därpå samlades magistraten och rådhusrätten för att lyssna till förhör av dem som kunde tänkas veta något om brandorsaken.
Endast ett fåtal byggnader överlevde branden. Stadens domkyrka klarade sig, dock skadades kyrktornet av de höga temperaturerna. Det gamla Kronohäktet vid ”Häktberget” som låg nordöst klarade sig, men revs på 1870-talet för att ge plats till nuvarande gamla badhuset. Även stadens länscellfängelse och gamla Gymnasiet, uppfört 1754–59 efter ritningar av Carl Hårleman, Carl Johan Cronstedt och Johan Eberhard Carlberg undkom branden. 